# Dahieh

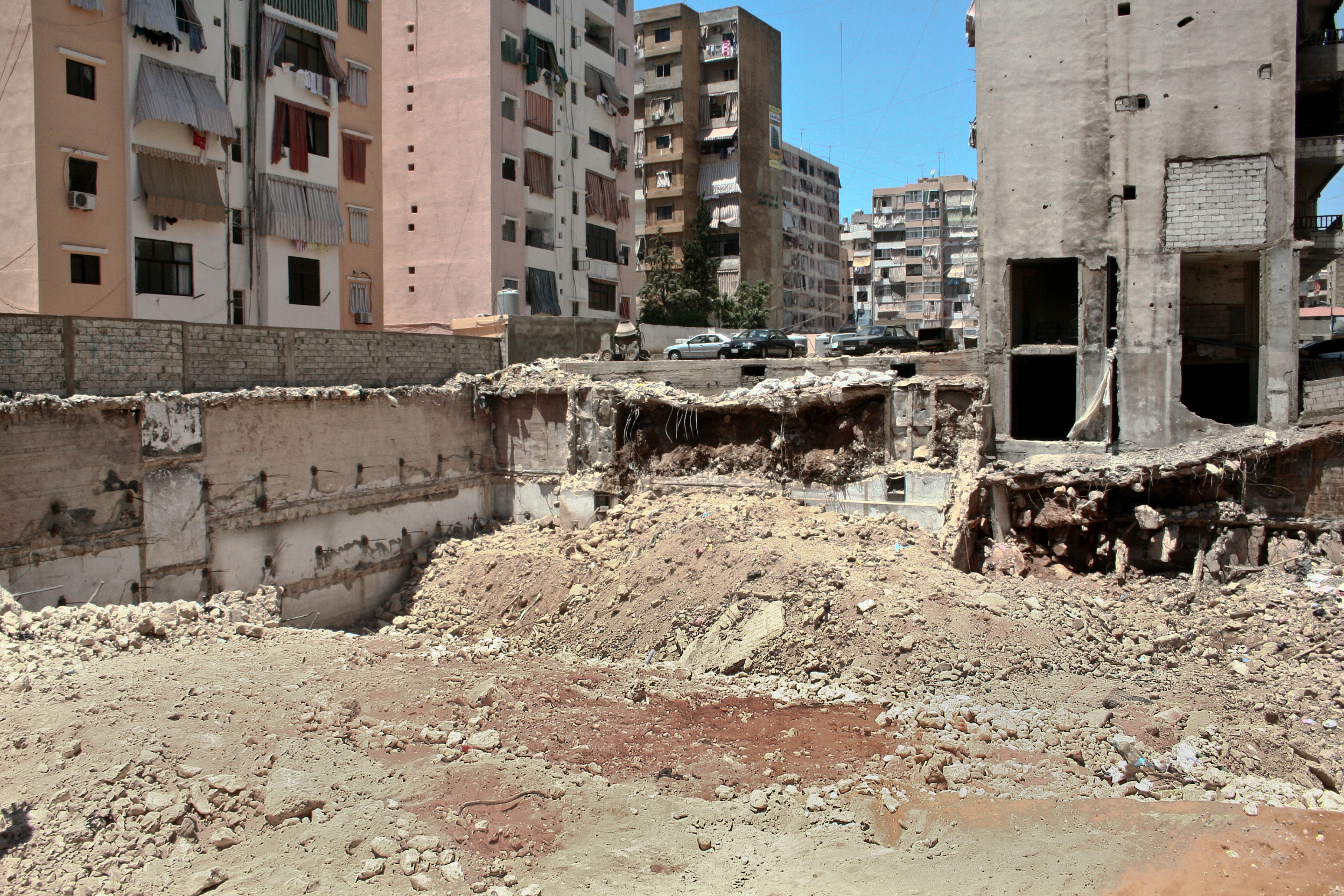
Un cràter a Dahieh, fotografiat el 2008, dos anys després de la Guerra del Líban de 2006.

Dahieh (àrab: الضاحية الجنوبية, aḍ-Ḍāḥiya al-Janūbiyya, ‘Suburbi del Sud’ o ‘Suburbi Meridional’; francès: Banlieue Sud de Beyrouth, Dâhiye de Beyrouth) és un suburbi de Beirut, poblat predo-minantment per musulmans xiïtes, situat al districte de Baabda i format per diverses ciutats i municipis. També hi ha present una minoria de musulmans sunnites que hi conviuen. Al suburbi s'hi trobat ubicat un camp de refugiats palestí que té 20,000 habitants. Situat al nord de l'Aeroport Internacional Beirut-Rafic Hariri, la carretera de l'aeroport el creua. Es tracta d'una àrea residencial, així com econòmica, amb botigues i centres comercials. En el districte s'hi agrupen molts mercats autòctons (socs). També és el feu del grup islàmic xiïta Hesbol·là a l'àrea metropolitana de Beirut, on té gran implantació a Haret Hreik, Hadeth i Burj El Barajneh, on el grup reuneix els seus seguidors en ocasions especials.

## Guerra del Líban de 2006
Al-Manar, l'emissora de televisió vinculada a Hesbol·là, està situada en aquest indret.
Hores després de l'alto al foc del 14 d'agost de 2006, Hesbol·là prometé reconstruir les cases dels habitants de Dahieh, així com oferí diners pel lloguer durant el temps de la reconstrucció.
El 22 de setembre de 2006, el dirigent de Hesbol·là Hassan Nasral·là assistí a un bany de masses a Dahieh declarant la "Victòria Divina" contra Israel. A banda d'esmentar la capacitat operativa de 20,000 coets del grup, també criticà el govern central del Líban, declarant-lo que hauria de cedir i formar un govern d'unitat.
D'acord amb la fundació de foment vinculada a Hesbol·là Gihad al-Bina', les obres de reconstrucció de Dahieh haurien de començar el 25 de maig de 2007, dia de la festa anual de la retirada israeliana del Líban, succeïda l'any 2000.

## Atemptats de 2013
El 9 de juliol de 2013 una facció de l'Exèrcit Sirià Lliure (ESL) reivindicà l'atac contra 53 persones ferides després de l'explosió d'un cotxe-bomba en un transitat carrer comercial del feu xiïta. L'explosió tingué lloc en un important dia de compres, la vigília del mes sagrat del Ramadan. El 15 d'agost de 2013, un mes després del primer atemptat, una altra explosió de cotxe-bomba colpejà el suburbi. Un mínim de 21 persones foren assassinades i 200 ferides, la majoria d'elles menors d'edat, en una nova explosió massiva. Un grup vinculat a l'oposició siriana, anomenada Brigades d'Aisha, reclamaren la responsabilitat de l'atac. Poc després, el portaveu de l'ESL, Luay al-Meqdad, condemnà ambdós atacs contra civils. La resposta del Govern libanès fou contundent i desplegà 2,000 efectius militars a la zona com a mesura per a garantir la seguretat i evitar un nou atemptat.